# NGC 2558
NGC 2558 ist eine Spiralgalaxie mit aktivem Galaxienkern vom Hubble-Typ Sab im Sternbild Krebs auf der Ekliptik. Sie ist schätzungsweise 251 Millionen Lichtjahre von der Milchstraße entfernt und hat einen Durchmesser von etwa 120.000 Lichtjahren.

Im selben Himmelsareal befinden sich die Galaxien NGC 2553, NGC 2556, NGC 2560, NGC 2569.
Das Objekt wurde am 13. Februar 1787 vom deutsch-britischen Astronomen Wilhelm Herschel entdeckt.